# Salbatierra-Nunatak
Der Salbatierra-Nunatak (spanisch Nunatak Salbatierra) ist ein Nunatak an der Oskar-II.-Küste des Grahamlands auf der Antarktischen Halbinsel. Er ist einer der zahlreichen Nunatakker auf der Jason-Halbinsel.
Argentinische Wissenschaftler benannten ihn. Der weitere Benennungshintergrund ist nicht überliefert.